# La meravellosa història de Henry Sugar
La meravellosa història de Henry Sugar (original en anglès, The Wonderful Story of Henry Sugar and Six More) és una col·lecció de set històries curtes escrites per Roald Dahl i publicada l'any 1977 per l'editorial londinenca Jonathan Cape. És considerada per a una audiència lleugerament més adulta que la resta d'obres del mateix autor, dirigides especialment al públic infantil.

## Sinopsi
Les històries van ser escrites en diferents períodes al llarg de la seva vida. Dues d'elles són autobiogràfiques; Un cop de sort descriu com Dahl va esdevenir escriptor i va arribar a publicar la seva primera obra, mentre que Un tros de pastís descriu algunes de les seves experiències com a aviador de combat durant la Segona Guerra Mundial. Una altra peça de la col·lecció és un conte de no-ficció, El tresor de Mindelhall, que tracta d'un pagès britànic a la recerca d'un llegendari tresor romà.
Les quatre històries restants són El nen que parlava amb els animals, en què el narrador està de vacances i es troba amb un nen que estableix vincles amb una tortuga gegant; L'autoestopista, en què un conductor repta el seu convidat a endevinar el seu ofici; El cigne, que tracta sobre dos nens que assetgen a un altre i es dediquen a caçar cignes; i La meravellosa història de Henry Sugar, que dona nom al volum i explica la història d'aquest home amb superpoders, que es fa ric als casinos gràcies a les seves capacitats de meditació i que decideix invertir aquests diners en establir els orfenats amb les millors instal·lacions i serveis del món.